# Jules-Antoine Bührer
Jules-Antoine Bührer (* 25. September 1879 in Saint-Denis-du-Sig, Oran; † 9. September 1965 im 5. Arrondissement, Paris) war ein französischer General.

## Leben
Bührer absolvierte eine Offiziersausbildung und fand anschließend verschiedene Verwendungen als Offizier sowie Stabsoffizier im Heer (Armée de terre) wie zum Beispiel als Kommandeur eines Bataillons der Territorialinfanterie sowie des Bataillons der Kriegsschule (École de guerre) im Pariser 7. Arrondissement. Für seine Verdienste wurde er am 18. November 1914 mit dem Ritterkreuz sowie am 16. Juni 1920 mit dem Offizierskreuz der Ehrenlegion ausgezeichnet. Am 25. September 1924 wurde er zum Oberstleutnant befördert und wurde am 8. Juli 1925 zur Verfügung des Generalinspekteurs der Kolonialtruppen abgeordnet sowie im Anschluss 1925 stellvertretender Kabinettschef der Kriegsminister Paul Painlevé (1925 bis 1926 sowie 1926 bis 1929), Adolphe Guillaumat (1926), André Maginot (1929 bis 1930 sowie 1930), René Besnard (1930) sowie Louis Barthou (1930 bis 1931). Als solcher erfolgte am 25. September 1926 seine Beförderung zum Oberst.
Nach seiner Beförderung zum Brigadegeneral am 1. März 1931 war Bührer zwischen dem 1. März und dem 21. Juli 1931 Mitglied des Beratungsausschusses für die Verteidigung der Kolonien sowie vom 16. Februar bis zum 29. Dezember 1932 Kommandeur der 2. Westafrikanischen Brigade (2e Brigade des troupes de l’Afrique-Occidentale français). Am 8. Juli 1932 wurde er Kommandeur der Ehrenlegion. Im Anschluss fungierte er zwischen dem 29. Dezember 1932 und dem 10. September 1935 Direktor der Kolonialtruppen im Kriegsministerium und wurde als solcher am 3. Dezember 1934 zum Generalmajor befördert. Im Anschluss fungierte er vom 10. September 1935 bis zum 16. Dezember 1937 als Oberkommandierender in Französisch-Indochina und erhielt als solcher am 29. Mai 1936 auch seine Beförderung zum Generalleutnant. Am 30. Juni 1937 wurde er Großoffizier der Ehrenlegion. Danach war er zwischen dem 16. Dezember 1937 und dem 25. September 1941 Generalinspekteur der Kolonialtruppe sowie zugleich in Personalunion Präsident des Beratungsausschusses für die Verteidigung der Kolonien. In dieser Verwendung wurde er am 17. Mai 1938 auch zum General (Général d’armée) befördert und war als solcher zusätzlich zwischen dem 17. Mai 1938 und dem 2. September 1939 Mitglied des Obersten Kriegsrates, vom 19. Mai 1938 bis zum 6. November 1940 Chef des Stabes der Kolonialtruppen sowie zudem zwischen dem 6. November 1940 und dem 25. September 1941 Inspekteur der Kolonialtruppen in Frankreich. Am 25. September 1941 schied er aus dem aktiven Militärdienst aus und trat in den Ruhestand.